# شركسية (طعام)
الشركسية هي طبق من المأكولات المصرية أو التركية، تتكون من العديد من المكونات مثل الدجاج وعين الجمل والكريمة والخبز (التوست) والأرز واللبن والكزبره وتختلف المقادير من طريقة إلى أخرى.

## أصل الشركسية
أصل كلمة شركسية مشتق من اسم "الشركس"، وهم من سكان شمال القوقاز من أديغة وشيشان وآفار ولزجين، وهم من أقدم الأمم المعروفة التي سكنت القوقاز الشمالي {1}.

## المكونات الرئيسية
الدجاج والكريمة والخبز (التوست) والأرز والمكسرات والملح.

## طريقة التحضير
يمكن تحضير هذه الأكلة كما هو مبين في الخطوات التالية:
1. يوضع الخبر والجوز والثوم في آلة الفرم ويفرم حتى ينعم الخليط ويوضع في وعاء.
2. يضاف إلى هذا الخليط 1 كوب مرق دجاج ويوضع على النار ويقلّب حتى يغلظ (يمكن إضافة مرق إذا ازداد الخليط كثافة).
3. تضاف البهارات إلى الخليط ويتبل بالملح والفلفل الأسود.
4. يُطهى الأرز في مرق الدجاج.
5. يقدم الأرز مع الدجاج بعد نزع العظم منها ويُوضع الأرز على جوانب الطبق وتوضع الصلصة فوق الأرز والدجاج.
6. تزين الصينية أو الطبق باللوز أو البقدونس.